# Arthur De Schrevel
Arthur De Schrevel (Wervik, 5 januari 1850 — Brugge, 18 april 1934) was een Belgisch rooms-katholiek priester en historicus.

## Levensloop
Arthur Edmond Charles De Schrevel, zoon van Ivon De Schrevel, geneesheer en Melanie Liebaert, volbracht zijn middelbare studies in het bisschoppelijk college van Ieper. Na de seminariejaren werd hij tot priester gewijd in 1873. In 1876 behaalde hij het licentiaat in de theologie aan de Katholieke Universiteit Leuven. Hij werd leraar (1877) en directeur (1880) van het Groot Seminarie. In 1889 werd hij kanunnik en in 1894 secretaris van het bisdom. In 1897 werd hij geestelijk directeur van de Congregatie van de dienstmaagden van de zaligmaker in Brugge. In 1905 werd hij aartspriester en in 1911 vicaris-generaal. Hij nam ontslag in maart 1931 en woonde verder in Brugge.
De Schrevel werd lid en bestuurslid van het Genootschap voor Geschiedenis te Brugge in 1882 en voorzitter in 1919. Als historicus bestudeerde De Schrevel vooral de woelige zestiende eeuw met zijn godsdienstoorlogen in de Lage Landen. Met zijn grondige studies verwezenlijkte hij pionierswerk.
De Schrevel was een jongere vriend van Guido Gezelle, naar wie hij net als de meeste geestelijken van het bisdom Brugge met bewondering opkeek. Toen bisschop Waffelaert in 1898 op zijn buitenverblijf een feestmaal aanbood om Gezelle voor zijn vertaalwerk te bedanken, zat De Schrevel mee aan.

## Publicaties
- Histoire du Séminaire de Bruges (1887)
- Documents pour servir à l'histoire de François Lucas (1889)
- Troubles religieux du 16me siècle au quartier de Bruges, 1566-1568 (1894)
- Remi Drieux, évêque de Bruges (1901-1903)
- Les gloires de la Flandre Maritime et de la Flandre gallicante au 16e siècle (Rijsel, 1904)
- Histoire du Petit Séminaire de Roulers (1906)
- Établissement et débuts des Carmes déchaussés à Bruges (1910)
- Le protestantisme à Ypres et dans les environs de 1578 à 1584, (Leuven, 1913)
- Broeder Cornelis Adriaansz. van Dordrecht. Zijn leven, zijn preeken, 1521-1581 (1925)
- Recueil de documents relatifs aux troubles religieux en Flandre, 1577-1584 (1921-1928)
- Notes et documents pour servir à la biographie de Remi Drieux, 2e évêque de Bruges, (1931)